# Прокопова Лариса Іванівна
Прокопів Лариса Іванівна (нар. 4 березня 1925, Щигри, Курська обл. — пом. 19 грудня 2013, Київ) — українська мовознавиця, філологиня, викладачка, доктор філологічних наук (1971), професор (1975), навчалася, а згодом і працювала на посаді завідувача кафедри німецької мови (1972—1975 р.) в Київському національному університеті імені Тараса Шевченка, а далі там само на посаді професора (1997—2000 рр.).

## Життєпис
Прокопова Лариса Іванівна народилася 4 березня 1925 року в місті Щигри Курської області. З осені 1943 року Лариса Іванівна почала навчатись в Авіаційному інституті (Москва). Хоч Л. І. Прокопова закінчила перший курс навчання, однак збагнувши, що справжнє її покликання — філологія, пізніше переїхала до Києва, де в 1944 році вступила на романо-германський факультет Київського Державного університету імені Т. Шевченка, який закінчила в 1949 році, отримавши кваліфікацію філолога.
Під час навчання в університеті Лариса Іванівна зацікавилася експериментальною фонетикою і почала брати  участь у роботах Лабораторії експериментальної фонетики під керівництвом кандидата філологічних наук Ірини Петрівни Сунцової, учениці професора Л. В. Щерби, який був у свою чергу учнем визначного польсько-російського вченого І. О. Бодуена де Куртене. З 66 років безперервної науково-педагогічної діяльності 51 рік Лариса Іванівна присвятила своїй Alma mater, куди ще в 1949 році прийшла працювати на посаді викладача кафедри німецької мови. 
Одночасно з педагогічною діяльністю розпочалася наукова кар'єра Лариси Іванівни. Успішний захист кандидатської дисертації («Сопоставительный анализ согласных современных немецкого и украинского языков», 1958 р.) та присвоєння звання доцента у 1964 році не втамувало спрагу молодої вченої до нових наукових пошуків і досягнень. А тому, вирішивши не полишати наукової ниви, повна сил, енергії і бажання Лариса Іванівна цілком поринає в наукову роботу і в 1970 році вступає до докторантури. Навчаючись у докторантурі, вона в 1971 році обирається колективом на посаду завідувача кафедри німецької філології. Захист  докторської дисертації «Структура слога (экспериментально-фонетическое исследование на материале немецкого языка)» відбувся 1973 року в Києві, а вже у 1975 році Ларисі Іванівні присвоєно звання професора кафедри німецької філології. У віці 68 років Лариса Іванівна приймає рішення передати керівництво кафедрою, чому присвятила 22 роки свого життя, до рук молодих науковців, яких сама ж навчала і виховувала. Але вона не полишила ні викладацької діяльності, ні наукового пошуку. На посаді кафедри германської філології КНУ ім. Шевченка Лариса Іванівна пропрацювала ще довгих 7 років. Звільнення від обов'язків завідувача кафедра дозволило їй активізувати наукову діяльність, яка, в першу чергу, була спрямована на підготовку молодих наукових кадрів. Під її керівництвом було захищено більше 30 кандидатських та докторських дисертацій. Свідченням її праці є захисти «третього покоління» — захисти під науковим керівництвом учнів Лариси Іванівни, що підтверджує формування  наукової школи дослідниці. У 2008 році перед Ларисою Іванівною відчинив свої двері Національний технічний університет України «КПІ» і вона стала частиною колективу кафедри теорії, практики та перекладу німецької мови. На результати її діяльності довго чекати не довелося. Перша написана під керівництвом Лариси Іванівни кандидатська дисертація була  захищена у 2012 році, а незабаром ще три викладачки кафедри отримали ступінь кандидата філологічних наук.
Складалося враження, що наука це її всесвіт, вона не працювала заради науки, вона сама була нею. Її запал і натхненність передавалися оточуючим. Лариса Іванівна жила наукою, як стверджують її рідні і близькі (і, в першу чергу, її чоловік — видатна постать в українському та зарубіжному мовознавстві Орест Борисович Ткаченко, доктор філологічних наук, професор, член-кореспондент НАН України). Загалом перу дослідниці належать більше 150 праць.

## Наукові праці та навчальні посібники
(до переліку увійшли лише ті роботи, на які часто посилаються автори розміщених в Інтернеті публікацій)
- Сопоставительный анализ согласных современных немецкого и украинского языков: диссертация канд. филол. наук / Л. И. Прокопова. — Київ : КГУ, 1958. — 439 с.
- Приголосні фонеми сучасної української літературної мови / Л. І. Прокопова. — Київ, 1958.
- Пряме палатографування українських голосних і приголосних / Л. І. Прокопова, В. О. Скворцов, Н. І. Тоцька // Питання історії та культури слов'ян. Частина II. — Київ : Вид-во Київ. ун-ту. — 1963.
- Приголосні звуки / Л. І. Прокопова // Сучасна українська літературна мова. Вступ. Фонетика / за заг. ред. акад. АН УРСР І. К. Білодіда. — Київ : Наукова думка, 1969. — С. 130—217.
- Структура слога в немецком языке / Л. И. Прокопова. — Киев : Киевский университет, 1973. — 145 с.
- Структура слога. Экспериментально-фонетическое исследование на материале немецкого языка / Л. И. Прокопова. — Киев, 1973. — 35 с.
- Deutsch. Учебник немецкого языка. Для институтов и факультетов иностранных языков / Л. А. Григорьева, Л. И. Прокопова, Э. В. Ризванова и др.; Отв. ред. Ю. А. Жлуктенко. — Киев : Вища школа, 1977. — 399 с.
- Тональні акценти у німецькій та українській мовах — вступ до контрастивного вивчення просодичних систем / Л. І. Прокопова // Нариси з контрастивної лінгвістики. — Київ, 1979. — 204 с.
- Deutsch-russischer Sprachführer / Л. И. Прокопова и др. — Kiew: Universitatsverl.; Kiew: Vysca skola, 1980. — 350 с.
- Лінгвістичні передумови фонетичної інтерференції при взаємодії близькоспоріднених мов / Л. І. Прокопова, Н. І. Тоцька, Л. Ф. Ціпцюра // Мовознавство. — 1981. — № 2. — С. 48-49.
- Учебник немецкого языка: для факультетов иностранных языков / Л. И. Прокопова, С. В. Мельник; под общ. ред. Л. И. Прокоповой. — Киев: Вища школа, 1982. — 460 c.
- Учебник немецкого языка: уч. пособие [для фак. иностр. яз. ун-тов и пединститутов] / Л. И. Прокопова, Э. В. Ризванова, А. Г. Совгира и др.; под общ. ред. Л. И. Прокоповой. — Киев : Вища школа, 1989.
- Конфронтативная лингвистика / Л. И. Прокопова. — Киев : Лыбидь, 1990. — 146 с.
- О двух способах исследования типологии в фонетике и фонологии / Л. И. Прокопова // Конфронтативная лингвистика. — Киев, 1990. — С. 50-64.
- Соціофонетичний нарис українського мовлення сучасної молоді / Л. І. Прокопова, Н. І. Тоцька // Мовознавство. — 1990. — № 3. — С. 17-26.
- Соціолект школярів i німецька літературна вимова / Л. I. Прокопова // Мови європейського культурного ареалу. Розвиток i взаємодія. — Київ: Довіра, 1995. — С.163-168.
- О фонетических стилях в немецком языке / Л. И. Прокопова // Культура народов Причерноморья. — № 19. — Симферополь, 2001. — С. 41-44.
- Тенденції розвитку сучасної німецької мови / Л. І. Прокопова // Мовознавство, № 2-3, 2002 // Мовознавство. — С. 63-66.
- Вступний курс фонетики німецької мови для вузів: навч. посібник / Л. І. Прокопова. — Київ : Грамота, 2004. — 136 с.
- Німецька мова. Підручник для студентів-германістів (магістрів) / Л. І. Прокопова. — Київ : Грамота, 2009. — 182 с.
- Das Übersetzen von Fachtexten (Переклад фахових текстів) / відп. ред. Прокопова Л. І. — Київ : НТУУ «КПІ», 2010. — 124 с.
- Підручник німецької мови для студентів-бакалаврів / Л. І. Прокопова. — Київ : НТУУ «КПІ», 2013. — 300 с.
- Вплив швидкості мовлення на формантну характеристику голосних у німецькій мові / Л. І. Прокопова // Мовні і концептуальні картини світу. Збірник наук. праць. — Вип. 43. Част. 3. — Київ : КНУ імені Тараса Шевченка, 2013. — С. 294—296.